# Amor gitano (canción)
«Amor gitano» es una canción interpretada por el cantante mexicano Alejandro Fernández en colaboración con la cantautora estadounidense de R&B contemporáneo Beyoncé. La canción contiene una mezcla de culturas, en su mayoría influenciados por la lengua exótica de Fernández, que es el español, y las influencias de pop latino y R&B contemporáneo de Beyoncé. Junto con Jaime Flores y Reyli Barba, Beyoncé escribió la canción, mientras que Rudy Pérez y la cantante la produjeron. «Amor gitano» sirve como el tema musical de la telenovela  Zorro: la espada y la rosa (2007) de la cadena televisiva de habla hispana Telemundo y se lanzó el 18 de diciembre de 2006 como el sencillo principal de su 12°. álbum de estudio del intérprete Viento a favor (2007), durante el estreno del episodio piloto de dicha telenovela.
«Amor gitano» en general recibió buena acogida por parte de la crítica musical. Mientras algunos de ellos felicitaron el intercambio de voz entre los artistas y el género pop flamenco de la pista, otros criticaron a la canción por ser de alguna manera ofensiva debido a las letras estereotipadas. A pesar de que no hizo ningún impacto en la lista Billboard Hot 100, alcanzó el número veintitrés en el Billboard Latin Pop Airplay. También logró certificaciones multiplatino de ringtones y descargas digitales en España. La canción se mantuvo en la cima de la lista de sencillos digitales españoles durante trece semanas convirtiéndose en el segundo en alcanzar dicha posición tras «Beautiful Liar» (2007) de Beyoncé. «Amor gitano» se ubicó en el lugar número uno en la lista de los sencillos más vendidos en España en 2007.

## Antecedentes y grabación
«Amor gitano» se originó a partir de la colaboración de los mayores talentos de Sony BMG. Kevin Lawrie, presidente de Sony BMG Latinoamérica, en contacto con la Sony Entertainment Television Latinoamérica así como los productores de El Zorro para llegar a un tema principal de la telenovela. Al mismo tiempo, Beyoncé y Fernández estaban en el proceso de seleccionar el material para respectivos proyectos. Paul Forat, vicepresidente de Artists and repertoire de la división de Sony Entertainment Television Latinoamérica, escuchó por primera vez la canción de Reyli Barba y sintió que podría ser perfecta para Fernández. Lawrie más tarde contactó a Mathew Knowles, presidente y director ejecutivo de Music World Entertainment, sobre el material en español de Beyoncé, y el dueto fue grabado en parte en The Beach House Recording Studios en Miami Beach, Florida, y en Rock the Mic Studios en Nueva York a finales de noviembre de 2006, con Rudy Pérez como productor.
En una entrevista con la revista Billboard, Beyoncé habló de lo emocionada que estaba sobre la colaboración diciendo: «Me encantó trabajar con Alejandro en "Amor gitano". Cuando me pidió que grabará con él, inmediatamente me dije "sí". Él es muy talentoso». Fernández dijo que a medida que la producción y grabación de su álbum estaba casi terminada, él dijo que Beyoncé quería grabar un dúo con un hombre latino para su próximo álbum. Él declaró: «Así que cuando [la canción] sugirió, me gustó la idea. Pensé que era espectacular. Así que nos fuimos, le di la canción y le gustó [...] La grabamos en un día. [Beyoncé] parecía una dama para mí, muy humilde, con una gran voz».

### Publicación
«Amor gitano» debutó el 15 de enero de 2007 en el episodio premier de la telenovela de Telemundo El Zorro. La canción fue publicada como el primer sencillo del 12°. álbum de estudio de Fernández, Viento a favor (2007), en disco compacto en México. Seguido a eso, Beyoncé la incluyó en la edición de lujo de B'Day (2006), una versión de dos discos, publicada el 3 de abril de 2007, junto con otros temas en español. Fue incluida en la edición expandida del álbum publicada en Europa. Además, «Amor gitano» sirve como el tema de apertura del EP Irreemplazable.

## Música y tema
La canción fue escrita por Reyli Barba, exintegrante de la banda Elefante, quien ha trabajado con previamente con Fernández en múltiples ocasiones. Adicionalmente, Jaime Flores y Beyoncé ayudaron en la letra. «Amor gitano» fue producida por la cantante en colaboración con Rudy Pérez. Etiquetado como inapropiado para los menores de 14 años, la canción cuenta con estereotipos negativos de las personas gitanas. La canción contiene toques de flamenco-pop y «ritmos andaluces» y letras fuertes que dominan toda la pista. Después de abrir con «sonidos tradicionales de flamenco y genéricos riffs de guitarra al estilo de Gipsy Kings», «Amor gitano» añade toques de música pop. A medida que avanza, la canción trasciende a una balada, lo que demuestra el romance, la excitación y las emociones extremas. «Amor gitano» está completamente dominada por guitarras flamencas que se entrelazan con las voces alternas. Con lo que se ha descrito como una «mezcla emocionante de las estrellas» por parte de James P. Steyer de Common Sense Media, Beyoncé y Fernández intercambian una «declaración climatizada de amor y pasión». Líricamente, la canción contiene un concepto más amplio de amor melodramático con intercambios entre los versos: Fernández canta «Soy tu gitano, tu peregrino» a lo que Beyoncé responde «Soy tu gitana, voy a quererte aunque me saquen el corazón». La canción empieza con un «quejío» de flamenco «dejando paso al susurro de la voz de Beyoncé» que incita un rescate, mientras Fernández responde con su «voz salvadora».

## Recepción

### Crítica
«Amor gitano» obtuvo generalmente varias respuestas mixtas y positivas por parte de los críticos de música, los cuales señalaban que se podía tomar como ofensiva debido a los estereotipos de su letra. La canción ha sido descrita como una «balada quejumbrosa» por parte de Joseph Woodard de Entertainment Weekly. Carrie R. Wheadon de la organización sin ánimo de lucro Common Sense Media le dio a la canción una crítica agridulce, indicando que debe seguir siendo una pista de disco en lugar de un sencillo. Ella declaró: «Con Beyoncé haciendo un trabajo bastante bueno de fonética cantada en español [...], esto es más sobre la novedad que trata de ser un gran sencillo». Agustín Gurza del Los Angeles Times dio una revisión positiva a la canción, nombrándola como una pista destacada de Viento a favor de Fernández. Jason Birchmeier de Allmusic elogió la escritura, así como la producción de la canción y la llamó «agobiante de una manera positiva». Como una parodia positiva del estreno de la canción en Zorro: la espada y la rosa, la revista Billboard creó un cartel de se busca para Fernández, y afirmaba que era buscado «por robar los corazones de millones» con su actuación en la canción.

### Comercial
«Amor gitano» vendió principalmente en mercados con un grupo demográfico latino. Esto no hizo ningún impacto en el Billboard Hot 100. Sin embargo, el sencillo logró el número veintitrés en la lista estadounidense Billboard Latin Pop Airplay. «Amor gitano» tuvo más éxito en las listas de España. La canción alcanzó el número uno la lista de descargas digitales de sencillos y en la de ringtones. Se mantuvo en la cima de la lista de descargas durante trece semanas a partir del 28 de mayo de 2007 hasta que fue reemplazado por «Lamento boliviano» de Dani Mata el 27 de agosto del mismo año. Además también consiguió el número uno en ambas listas en los conteos de fin de año del 2007. La canción fue certificada ocho veces platino (por 160 000 copias vendidas) por las descargas y dieciséis veces platino (320 000 copias) por la venta de ringtones por parte de la PROMUSICAE. Este impacto permitió que alcanzara la quinta posición en la lista Euro Digital Songs en junio de 2007.

## Listas y formatos
| Disco compacto/ Descarga digital |               |                                                     |                 |          |  |
| N.º                              | Título        | Escritor(es)                                        | Productor(es)   | Duración |  |
| 1.                               | «Amor gitano» | Beyoncé Knowles, Jaime Flores y Reyli Barba Arrocha | Knowles y Pérez | 3:47     |  |

## Listas y certificaciones
| País (Lista)                       | Mejor posición |
| ---------------------------------- | -------------- |
| España (Top Descarga digital)      | 1              |
| España (Top Ringtones)             | 1              |
| Estados Unidos (Latin Pop Songs)   | 23             |
| Unión Europea (Euro Digital Songs) | 5              |

| País (Lista)                  | Mejor posición |
| ----------------------------- | -------------- |
| España (Top Descarga digital) | 1              |
| España (Top Ringtones)        | 1              |

| País   | Formato          | Certificación |
| ------ | ---------------- | ------------- |
| España | Descarga digital | 8× Platino    |
| España | Ringtone         | 16× Platino   |

## Créditos y personal
Grabación
- Grabado y mezclado en los estudios The Beach House Recording Studios en Miami Beach, Florida, y en Rock the Mic Studios en Nueva York, Nueva York en noviembre de 2006.

Personal
- Áureo Baqueiro: dirección vocal
- Andrés Bermúdez: grabación
- Reyli Barba: compositor
- Jasmin Cruz: coros
- Paco «El Sevillano»: coros
- Alejandro Fernández: voz
- Jaime Flores: compositor
- Paul Forat: A&R
- Max Gousse: A&R
- Beyoncé Knowles: compositora, voz y productora
- Mathew Knowles: A&R
- David Lopez: asistente de grabación y asistente de mezcla
- Vlado Meller: masterización
- Rudy Pérez: producción, arreglos, tecladista, programación, guitarra, coros y dirección vocal
- Clay Perry: tecladista, programación, edición de Pro Tools y grabación
- René Luis Toledo: guitarra
- Bruce Weeden: mezcla
- Shane Woodley: asistente de grabación

Créditos adaptados a partir de las notas de la edición de lujo de B'Day, Columbia Records, Music World Entertainment.